# Кушевский, Мариан
Мариан Зигмунт Кушевский (пол. Marian Zygmunt Kuszewski, 31 октября 1933, Ке́льце, Свентокшиское воеводство, Польша — 5 марта 2012, Варшава, Польша) — польский фехтовальщик на саблях, двукратный серебряный призёр летних Олимпийских игр в Мельбурне (1956) и Риме (1960) в фехтовании на саблях в командном зачёте.
Окончил Вроцлавский университет, в течение многих лет работал в качестве журналиста.
Выступал за клубы Гвардия (Вроцлав), Колеяж (Варшава), профсоюзы. Неоднократный призёр чемпионатов страны. На Летних играх в Мельбурне (1956) и Риме (1960) в фехтовании на саблях в командном зачёте завоевал «серебро». Также был серебряным (Люксембург, 1954) и двукратным -бронзовым призёром (Париж, 1957 и Филадельфия, 1958) чемпионатов мира по фехтованию.